# McAfee Seguridad de Internet para Mac
McAfee Internet Security for Mac es una suite de seguridad informática para el sistema Mac OS X de la empresa McAfee. Incluye antivirus, cortafuegos, así como utilidades independientes para la navegación, tales como SiteAdvisor, el cual indica al usuario si un sitio web es confiable o no. En marzo de 2010 se presentó la versión previa (beta) del programa y a finales de julio, la versión final. Requiere Mac OS X Leopard o posterior y Mozilla Firefox 3.0.